# Berrettone

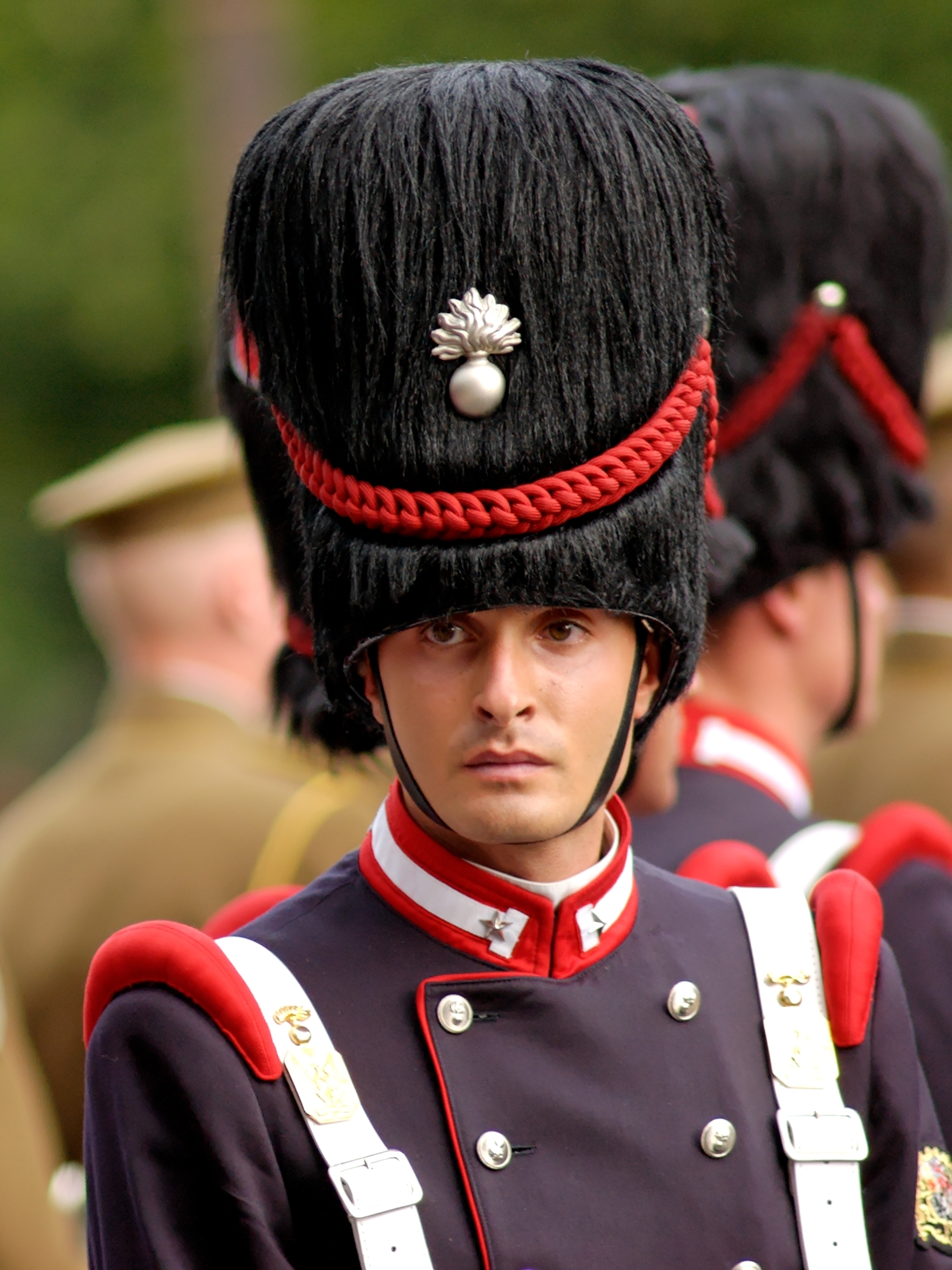
Soldato del 1º Reggimento "Granatieri di Sardegna" in uniforme "storica" con il berrettone.

Il berrettone (detto anche berrettone di pelo d'orso; in inglese bearskin lett. "pelle d'orso") è un copricapo di pelliccia tipico dei granatieri, oggi in uso principalmente a corpi di guardia di diversi eserciti nel mondo. Si tratta di un alto colbacco dotato di pennacchio, cinghia sotto-gola, visiera ed altre decorazioni (nappe, stemmi, ecc.).

## Storia

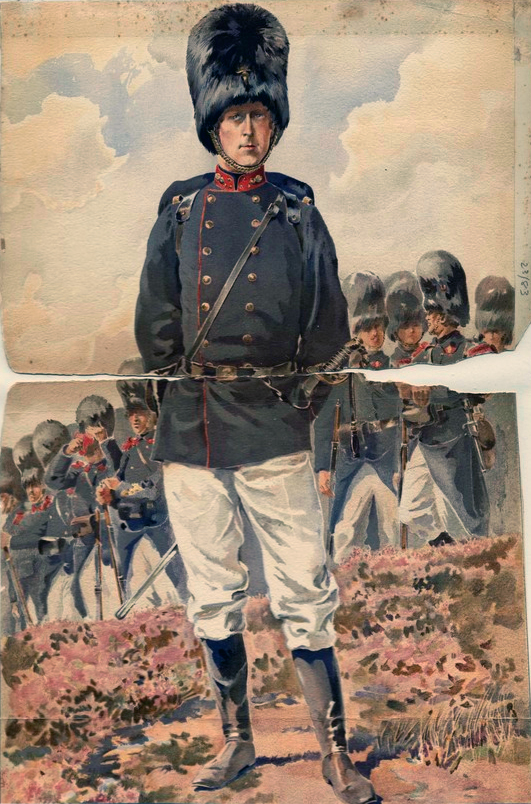
Principe Alberto del Belgio, Grenadier

Il copricapo di stoffa indossato dai granatieri negli eserciti europei del XVII secolo era spesso ricoperto di pelliccia. Nel secolo successivo, i granatieri delle armate britanniche, spagnole e francesi iniziarono ad indossare alti cappelli di pelliccia d'orso con top in stoffa e, a volte, frontali ornamentali. Imitando le loro controparti prussiane, i granatieri francesi sono descritti come portatori di questi nuovi simil-colbacchi in pelle di orso durante la Guerra dei sette anni. Sembra che lo scopo fosse quello di aggiungere altezza e, quindi, possanza al portatore al fine di impressionare il nemico sul campo di battaglia e gli spettatori durante le parate.
Durante il XIX secolo, la spesa dei berrettoni di pelo d'orso e la difficoltà di mantenerli in buone condizioni di servizio limitò grandemente la loro diffusione, marginalizzandoli all'uniforme di specifici corpi cerimoniali: guardie (sia a piedi sia a cavallo) e banda musicale. Taluni corpi mantennero però l'uso del berrettoni anche sul campo di battaglia, come fu il caso dei Royal Scots Greys durante la Guerra di Crimea.
Immediatamente prima dello scoppio della prima guerra mondiale (1914), i berrettoni erano ancora indossati dalla Guardia di palazzo negli eserciti britannico, belga, danese, olandese, imperiale tedesco, russo e svedese. Questo non includeva l'uso del busby e altri tipi di copricapo di pelliccia più piccoli a volte confusi con il bearskin vero e proprio. I Granatieri di Sardegna dell'Esercito italiano avevano dismesso il berrettone nell'Ottocento ma lo riadottarono nel XX secolo ad usi cerimoniali.

## Impiego

### Uso militare
Il berrettone è oggi in uso presso le seguenti forze armate (divise per paese):
- Australia: Esercito australiano
- Belgio: Polizia federale belga
  - Mounted Royal Escort (1938)[7]
  - Regiment Carabiniers Prins Boudewijn – Grenadiers
- Canada: Esercito canadese
  - Royal 22e Régiment (1914),[8]
  - Governor General's Foot Guards (1872),[9]
  - Canadian Grenadier Guards (1859),[10]
  - The Royal Regiment of Canada (1862)
- Danimarca: Esercito danese
  - Royal Life Guards o Den Kongelige Livgarde (1658)
- Italia: Esercito italiano
  - 1º Reggimento "Granatieri di Sardegna"
  - Reggimento "Lancieri di Montebello" (8º)
- Paesi Bassi: Esercito olandese
  - Granatieri della Guardia (Grenadiers Garde) (1829) - ora Garderegiment Grenadiers en Jagers[7]
- Svezia: Esercito svedese
  - Livgardet (1521)
- Regno Unito: British Army
  - Foot Guards (tutti e cinque i reggimenti)
  - Royal Scots Dragoon Guards (Carabiniers & Greys)
  - Honourable Artillery Company
- Stati Uniti: United States Marine Corps
  - First Company Governor's Footguard of Connecticut
  - United States Marine Band

### Uso civile
Negli Stati Uniti, un piccolo numero di bande universitarie fondate con mezzi militari adottano il bearskin per i loro "tamburi maggiori": es. la Purdue All-American Marching Band dell'Università Purdue.